# Lobelia cleistogamoides
Lobelia cleistogamoides är en klockväxtart som beskrevs av Neville Grant Walsh och Albr. Lobelia cleistogamoides ingår i släktet lobelior, och familjen klockväxter. Inga underarter finns listade i Catalogue of Life.